# Lettische Badmintonmeisterschaft 2013
Die Lettische Badmintonmeisterschaft 2013 fand vom 2. bis zum 3. Februar 2013 in Saulkrasti statt.

## Medaillengewinner
| Disziplin    | Gold                             | Silber                                 | Bronze                        |
| ------------ | -------------------------------- | -------------------------------------- | ----------------------------- |
| Herreneinzel | Kārlis Vidass                    | Guntis Lavrinovičs                     | Edijs Līviņš                  |
| Dameneinzel  | Kristīne Šefere                  | Ieva Pope                              | Jekaterina Romanova           |
| Herrendoppel | Kārlis Vidass Guntis Lavrinovičs | Edijs Līviņš Raimonds Cipe             | Ojārs Koziņecs Artūrs Akmens  |
| Damendoppel  | Ieva Pope Kristīne Šefere        | Monika Radovska Jekaterina Romanova    | Inese Preinberga Anita Švalbe |
| Mixed        | Kārlis Vidass Monika Radovska    | Guntis Lavrinovičs Jekaterina Romanova | Raimonds Cipe Kristīne Šefere |